# الصويري (البقاع)
الصويري، بلدة لبنانية تقع في قضاء البقاع الغربي في محافظة البقاع، تقع على بعد 63.7 كم من مدينة بيروت و22.7 كم من مدينة زحلة و 56.7 كم عن مدينة دمشق، ترتفع ما يقارب 1100 متر عن سطح البحر.
تعتبر الصويري البوابة البرية الأهم للبنان، لوجود معبر المصنع ضمن أراضيها وهو المعبر البري الأهم في الجمهورية اللبنانية، مما جعلت من الصويري نقطة حدودية مهمة تربط الأراضي اللبنانية بالأراضي السورية ومنها إلى الأردن ودول الخليج.

## تاريخ
على مدى العصور إستوطنت القبائل العربية في كنف وادي الصويري ويبلغ اليوم سكان بلدة الصويري حوالي 15000 نسمة يتوزعون بين عائلاتها.
بحكم موقعها الجغرافي المميز كبوابة العبور بين الشام وسهل البقاع وكانت تشكل عقدة رئيسية تلتقي عندها الطرق التي كانت تصل مناطق سوريا الشمالية بشمال فلسطين وتلك التي كانت تصل الساحل بغوطة دمشق.، إستوطنت الناس تلك البلدة منذ العهود القديمة الآرامية والكنعانية والرومانية ثم الحقبات الإسلامية فيما بعد.
لوحظ وجود العديد من الآثارات قديمة العهد التي تعود للحقبات الكنعانية والرومانية.
إن طبيعة تضاريس المميزة وجمعها بين الجبال والوديان من جهة وسهل خصيب يمتد عبرالقرى الشرقية للبقاع الغربي جعلت من الصويري موطنا للعديد من المزارعين خلال العهود السابقة وتشهد لذلك اللآثار الموجودة والمتناثرة من سطية (منطقة مشتركة مع حمارة (المنارة) إلى قلعة مجدل عنجر.
عندما قام الوليد بن عبدالملك ببناء قلعته غي عين جره ( عنجر) ، كان لابد من بناء قلعة أخرى في مجدل عنجر لتشرف على الصويري (المدخل الطبيعي) وعين جرة مصدر الماء العذب.